# 鹿角広域行政組合
鹿角広域行政組合（かづのこういきぎょうせいくみあい）は、秋田県鹿角市、鹿角郡小坂町の1市1町で構成する一部事務組合。

## 組織
- 議会
- 監査委員
- 管理者
  - 会計管理者
  - 副管理者
    - 事務局
      - 消防本部
      - 斎場
      - 環境衛生センター
        - ごみ処理場
        - し尿処理場

## 施設
【出典】
＊ 鹿角広域行政組合消防本部を除く
| 施設                   | 郵便番号   | 所在地                                 |
| ---------------------- | ---------- | -------------------------------------- |
| 鹿角広域行政組合事務局 | 〒018-5201 | 秋田県鹿角市花輪字向畑100-2            |
| 環境衛生センター       | 〒018-5334 | 秋田県鹿角市十和田毛馬内字鹿倉崎26番地 |
| 鹿角ごみ処理場         | 〒018-5334 | 秋田県鹿角市十和田毛馬内字鹿倉崎26番地 |
| 鹿角し尿処理場         | 〒018-5334 | 秋田県鹿角市十和田毛馬内字鹿倉崎26番地 |
| 鹿角斎場               | 〒018-5201 | 秋田県鹿角市花輪字牛沢1-19             |

## 共同事務
【出典】
1. し尿処理施設の管理及び運営
2. し尿の収集運搬及び処理
3. ごみ処理施設の管理及び運営
4. ごみの収集運搬及び処理
5. 斎場の管理及び運営
6. 消防に関すること

## 管内の現況
管内の人口 - 34,685人
- 鹿角市 - 29,814人
- 小坂町 - 4,871人

2019年（令和元年）7月1日現在 
管内の世帯数 - 13,284世帯
- 鹿角市 - 11,224世帯
- 小坂町 - 2,060世帯

2019年（令和元年）7月1日現在 
管内の面積 - 909.22 km2
- 鹿角市 - 707.52 km2
- 小坂町 - 201.70 km2

2019年（令和元年）7月1日現在 

## 常備消防
鹿角広域行政組合消防本部（かづのこういきぎょうせいくみあいしょうぼうほんぶ）は、鹿角市、小坂町の1市1町を管轄する消防部局（消防本部）。

### 組織
【出典】
- 消防長（消防司令長）
  - 消防次長（消防司令）
    - 総務課
    - 警防予防課
    - 通信指令課
    - 消防署
      - 十和田分署
      - 小坂分署
      - 南出張所

### 消防署等

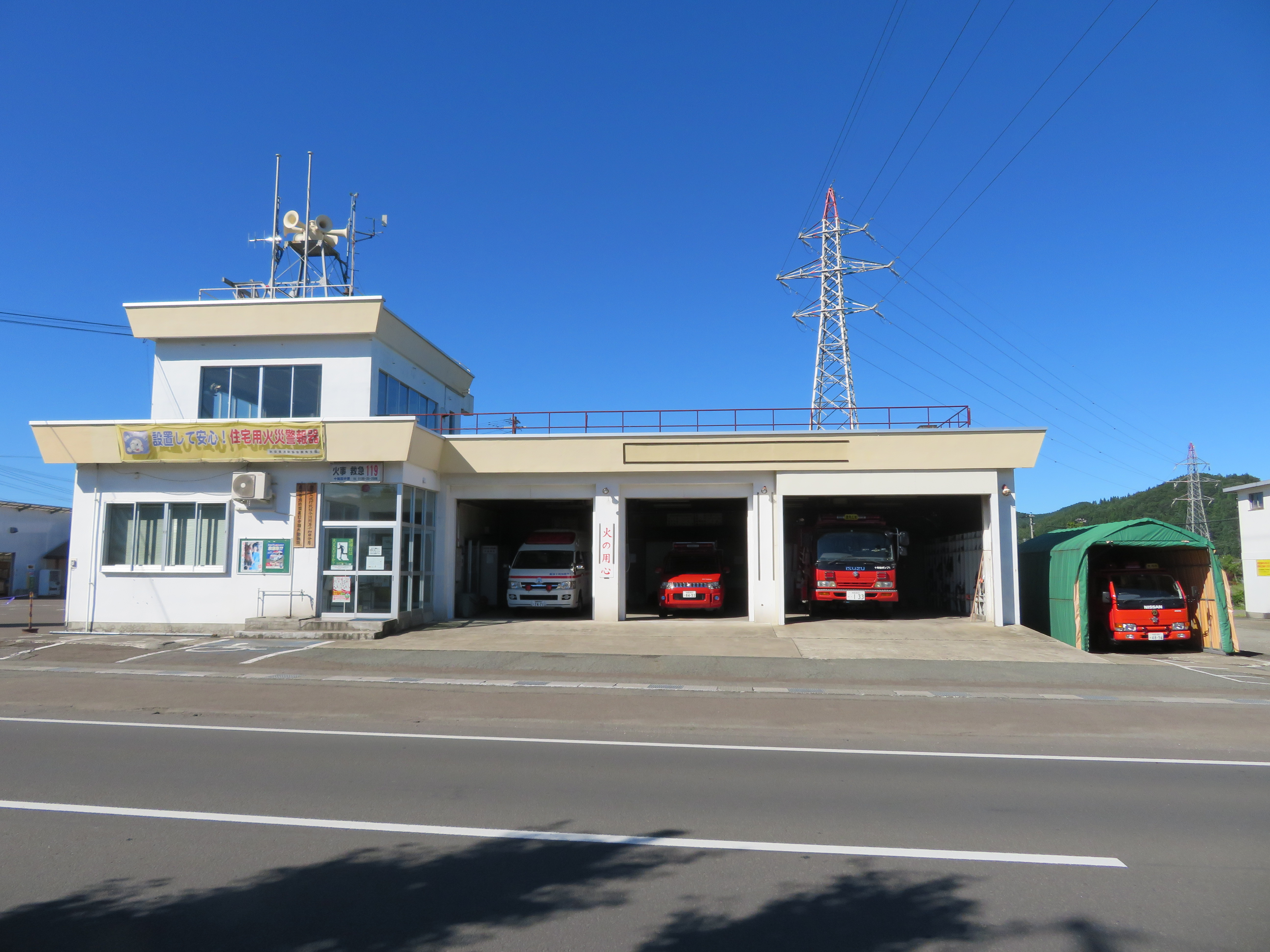
十和田分署

消防署
| 消防署                 | 郵便番号   | 所在地                         | 分署                 | 出張所   |
| ---------------------- | ---------- | ------------------------------ | -------------------- | -------- |
| 鹿角広域行政組合消防署 | 〒018-5201 | 秋田県鹿角市花輪字向畑100番地2 | 十和田分署、小坂分署 | 南出張所 |

分署・出張所
| 分署・出張所 | 郵便番号   | 所在地                                  |
| ------------ | ---------- | --------------------------------------- |
| 十和田分署   | 〒018-5334 | 秋田県鹿角市十和田毛馬内字上陣場74番地1 |
| 小坂分署     | 〒017-0201 | 秋田県鹿角郡小坂町小坂字中前田68番地1   |
| 南出張所     | 〒018-5201 | 秋田県鹿角市花輪字高井田64番地2         |